# 宋振聲
宋振聲（?—?）字鸾宇，甘肃临洮人，清朝及中华民国政治人物。

## 生平
宋振聲是清朝拔贡。后来担任清朝资政院议员。中华民国成立后，宋振聲任众议院议员。后来曾任临洮县县长。